# Contea di Morris (Texas)
La contea di Morris in inglese Morris County è una contea dello Stato del Texas, negli Stati Uniti. La popolazione al censimento del 2010 era di 12 934 abitanti. Il capoluogo di contea è Daingerfield. Il nome della contea deriva probabilmente da William Wright Morris, un giudice di Henderson.

## Geografia fisica
| Anno | Popolazione | ±%    |
| ---- | ----------- | ----- |
| 1880 | 5 032       | Note: |
| 1890 | 6 580       | 30,8% |
| 1900 | 8 220       | 24,9% |
| 1910 | 10 439      | 27,0% |
| 1920 | 10 289      | −1,4% |
| 1930 | 10 028      | −2,5% |
| 1940 | 9 810       | −2,2% |
| 1950 | 9 433       | −3,8% |
| 1960 | 12 576      | 33,3% |
| 1970 | 12 310      | −2,1% |
| 1980 | 14 629      | 18,8% |
| 1990 | 13 200      | −9,8% |
| 2000 | 13 048      | −1,2% |
| 2010 | 12 934      | −0,9% |

Secondo l'Ufficio del censimento degli Stati Uniti d'America la contea ha un'area totale di 259 miglia quadrate (670 km²), di cui 252 miglia quadrate (650 km²) sono terra, mentre 6,7 miglia quadrate (17 km², corrispondenti al 2,6% del territorio) sono costituiti dall'acqua.

### Strade principali
- Interstate 30
- U.S. Highway 67
- U.S. Highway 259
- State Highway 11
- State Highway 49
- State Highway 77

### Contee adiacenti
- Bowie County (nord)
- Cass County (est)
- Marion County (sud-est)
- Upshur County (sud)
- Camp County (sud-ovest)
- Titus County (ovest)
- Red River County (nord-ovest)

## Istruzione
Nella contea sono presenti i seguenti distretti scolastici:
- Daingerfield-Lone Star ISD
- Hughes Springs ISD
- Pewitt CISD
- Northeast Texas Community College